# Convolvulus farinosus
Convolvulus farinosus ist eine Pflanzenart aus der Gattung der Winden (Convolvulus) in der Familie der Windengewächse (Convolvulaceae).

## Beschreibung
Convolvulus farinosus ist eine ausdauernde Pflanze, deren dünne, windenden und krautigen Stängel über einen Meter lang werden können. Die Pflanzen weisen eine angedrückt-flaumige Behaarung auf. Die wechselständigen und einfachen Laubblätter sind gestielt, meist spitz, dreieckig-eiförmig, herz- bis pfeilförmig und am Rand gekerbt. 
Die langen Blütenstandsstiele stehen in den Achseln und sie tragen eine bis drei (selten bis sechs) Blüten. Es sind kleine Tragblätter vorhanden. Die zwittrigen und fünfzähligen Blüten mit doppelter Blütenhülle sind gestielt. Die kleinen Kelchblätter sind spitzig. Die verwachsene Krone mit spitzen oder bespitzten Lappen ist etwa 10–15 mm lang und rosa oder hellpurpur bis weiß gefärbt. Die Staubblätter sind ungleich lang. Der zweikammerige Fruchtknoten ist oberständig mit einem relativ kurzen Griffel mit zweiästiger Narbe.
Es werden kleine, rundliche, kahle und vierklappige Kapselfrüchte im beständigen Kelch gebildet.

## Verbreitung und Standorte
Die Art ist von Eritrea bis in südliche Afrika verbreitet und kommt außerdem auf Madagaskar, Réunion, Mauritius und auf der Arabischen Halbinsel vor. Sie wächst aber als Neophyt auf den Azoren und in der Nähe von Lissabon auch in Hecken.